# Kid A
A 2000-es Kid A a Radiohead negyedik nagylemeze. Világszerte hatalmas sikert aratott, az Egyesült Királyságban már a megjelenést követő első héten platinalemez lett. Annak ellenére, hogy nem jelent meg mellé sem hivatalos kislemez, sem videóklip, ez volt az első Radiohead-album, amely listavezető volt az Egyesült Államokban.
A lemez megkapta a legjobb alternatív zenei albumnak járó Grammy-díjat, és jelölték az év albumának kategóriájában is. 2003-ban 428. lett a Rolling Stone magazin Minden idők 500 legjobb albuma. A 2012-es frissítésnél a 67. helyre sorolták. Szerepel az 1001 lemez, amit hallanod kell, mielőtt meghalsz című könyvben.

## Az album dalai
|     | Cím                           | Szerző(k)              | Hossz |
| --- | ----------------------------- | ---------------------- | ----- |
| 1.  | Everything in Its Right Place | Radiohead              | 4:11  |
| 2.  | Kid A                         | Radiohead              | 4:44  |
| 3.  | The National Anthem           | Radiohead              | 5:50  |
| 4.  | How to Disappear Completely   | Radiohead              | 5:55  |
| 5.  | Treefingers                   | Radiohead              | 3:42  |
| 6.  | Optimistic                    | Radiohead              | 5:16  |
| 7.  | In Limbo                      | Radiohead              | 3:31  |
| 8.  | Idioteque                     | Radiohead, Paul Lansky | 5:09  |
| 9.  | Morning Bell                  | Radiohead              | 4:29  |
| 10. | Motion Picture Soundtrack     | Radiohead              | 7:01  |

## Közreműködők

### Radiohead
- Colin Greenwood – basszusgitár, sample
- Jonny Greenwood – gitár, Ondes Martenot, billentyűk, sample, vonósok hangszerelése
- Ed O'Brien – gitár, programozás
- Phil Selway – dob, ütőhangszerek, programozás
- Thom Yorke – ének, gitár, zongora, orgona, basszusgitár, programozás

### További közreműködők
- Andy Bush – trombita
- Andy Hamilton – tenorszaxofon
- Steve Hamilton – altszaxofon
- Stan Harrison – baritonszaxofon
- Martin Hathaway – altszaxofon
- Mike Kearsey – basszusharsona
- Liam Kerkman – harsona
- Mark Lockheart – tenorszaxofon
- The Orchestra of St. Johns – vonósok

### Produkció
- John Lubbock – karmester
- Paul Lansky – sample (Mild und Leise az Idioteque dalon)
- Arthur Kreiger – sample (Short Piece az Idioteque dalon)
- Nigel Godrich – producer, hangmérnök, keverés
- Henry Binns – sample
- Chris Blair – mastering
- Graeme Stewart – hangmérnök
- Gerard Navarro – hangmérnök